# Min Saw Mon
Narameikhla Min Saw Mon (birm. နရမိတ်လှ မင်းစောမွန် /nəɹa̰ meiʔl̥a̰ mɪ́ɴ sɔ́ mʊ̀ɴ/, Wymowa arakańska: /máɴ sɔ́ mʊ̀aɴ/; Min Saw w imieniu jest birmańskim zwrotem grzecznościowym; znany też jako Suleiman Shah; 1380–1433) – ostatni król z dynastii Launggyet i założyciel dynastii Mrauk U w Arakanie.
Królem został w 1404 r., jednak w 1406 r. został wypędzony z Launggyet przez księcia koronnego Minyekyawswę z Królestwa Ava. Udał się na wygnanie do Bengalu, a następnie wstąpił na służbę wojskową u sułtana Dżalal al-Din Muhammada. W 1429 r. z pomocą sułtana odzyskał tron i rozpoczął panowanie nad królestwem, które nadal ograniczone było do północnego Arakanu, jako bengalski wasal. W 1430 r. założył nową stolicę, Myauk U, w bardziej strategicznej lokalizacji. Król umarł w 1433 r., a na tronie zastąpił go młodszy brat Khayi.

## Wczesne lata życia
Przyszły król urodził się w 1380/81 r. (742 ME) jako syn księcia Razathu II (ရာဇသူ) i księżniczki Saw Nyet Htwa (စောညက်ထွား) z królestwa Launggyet zajmującego obszar dzisiejszego północnego stanu Arakan. W latach młodzieńczych zaangażował się książę w dworską politykę, a jego dalsze losy związane było silnie z powodzeniem ojca. Razathu, ojciec księcia, został królem, jednak obalono go w 1385 r. Odzyskał on tron w 1397 r. i pozostał na nim aż do swojej śmierci w 1401 r. Władzę przejął po nim młodszy brat, Theinkhathu (သိင်္ခသူ), który umarł w 1404 r.

## Ostatni król Launggyet
Gdy Saw Mon wstąpił na tron w kwietniu 1404, królestwo Arakanu już od trzech dziesięcioleci chyliło się ku upadkowi. Królestwem targały niekończące się niepokoje polityczne oraz interwencje dwóch silniejszych wschodnich sąsiadów, królestw Ava i Hanthawaddy (ze stolicą w Pegu). W roku 1373/74 (735 ME) dwór Launggyet zmuszony był prosić o wyznaczenie kandydata do tronu przez Ava, które wysłało w odpowiedzi Saw Mona II. Saw Mon II był dobrym władcą, ale umarł w roku 1381 nie pozostawiając następcy. Ava posłała kolejnego nominata, syna króla Swasawke. Nowy król okazał się tyranem i w roku 1385 został wygnany przez dwór. Od roku 1385 do 1404, arakański tron był przedmiotem rywalizacji dworskich koterii, często wspieranych czy to przez Ava, czy też przez Pegu.
Także Saw Mon nie był w stanie uniknąć wstrząsów. W ciągu dwóch lat po objęciu przezeń tronu królestw zostało wciągnięte w Wojnę Czterdziestoletnią, toczącą się między Ava a Pegu. W listopadzie 1406 r. król Ava, Minkhaung I, wysłał armię pod dowództwem następcy tronu Minyekyawswy. 29 listopada 1406 r. (poniedziałek, 5. dzień Ubywania Księżyca miesiąca Natdaw 768 ME) żołnierze Ava zdobyli Launggyet. Minkhaung I mianował Anawrahtę Sawa, w tym czasie gubernatora Kale, „królem” Arakanu.
Saw Mon ledwo zdołał uciec do Bengalu z garstką towarzyszy.

## Lata wygnania i odbudowa królestwa
Przez następne 6 lat Arakan był polem bitwy między Ava a Pegu. Ostatecznie, w 1412 r. przewagę zyskało Pegu i ulokowało na tronach Launggyet oraz Thandwè swoich nominatów. W 1413 Ava stworzyło konkurencyjną placówkę w Khwethin-Taung w północnym Arakanie, ale zachodniemu księstwu oszczędzono dalszej wojny, gdyż Ava skupiło się na zniszczeniu Pegu. Jednak, pomimo że armia królestwa podeszła blisko stolicy, nie udało się Pegu zdobyć. Także garnizon Ava w Khwethin-Taung został ostatecznie wypędzony w 1416 r. przez miejscowych północnych Arakańczyków. Podzielony Arakan płacił daninę Pegu co najmniej do czasu śmierci króla Razadarita w 1421 r. Nie jest jasne, czy wasalni królowie pozostali nadal lojalni wobec następców Razadarita. Arakańska kronika Rakhine Razawin Thit wspomina o co najmniej dwóch rywalizujących dworach–jednym w Launggyet i drugim w Thandwè.
W międzyczasie Saw Mon wstąpił na służbę u sułtana Bengalu, Dżalal al-Din Muhammada, podczas której okazał się być dobrym dowódcą. Z biegiem czasu zbliżył się do sułtana i przekonał go do udzielenia mu pomocy w odzyskaniu tronu Arakanu. Sułtan zaakceptował ten pomysł. W lutym/marcu 1429 r. (miesiąc Tabaung 790 ME), Saw Mon ze wsparciem armii złożonej głównie z „afgańskich awanturników” najechał Arakan. Pierwszy najazd nie powiódł się, gdyż Saw Mon wszedł w konflikt z gen. Wali Khanem z Bengalu i został przez niego uwięziony. Saw Mon uciekł, a sułtan zgodził się na kolejną wyprawę. Drugi najazd zakończył się powodzeniem. 18 kwietnia 1429 r. (czwartek, 1. dzień Ubywania Księżyca miesiąca Kason 791 ME) Saw Mon został w Launggyet ogłoszony królem. (Według niektórych arakańskich kronik, takich jak np. Inzauk Razawin, drugi najazd miał miejsce w 1430 r., a więc rok później.)

## Założenie królestwa Mrauk U

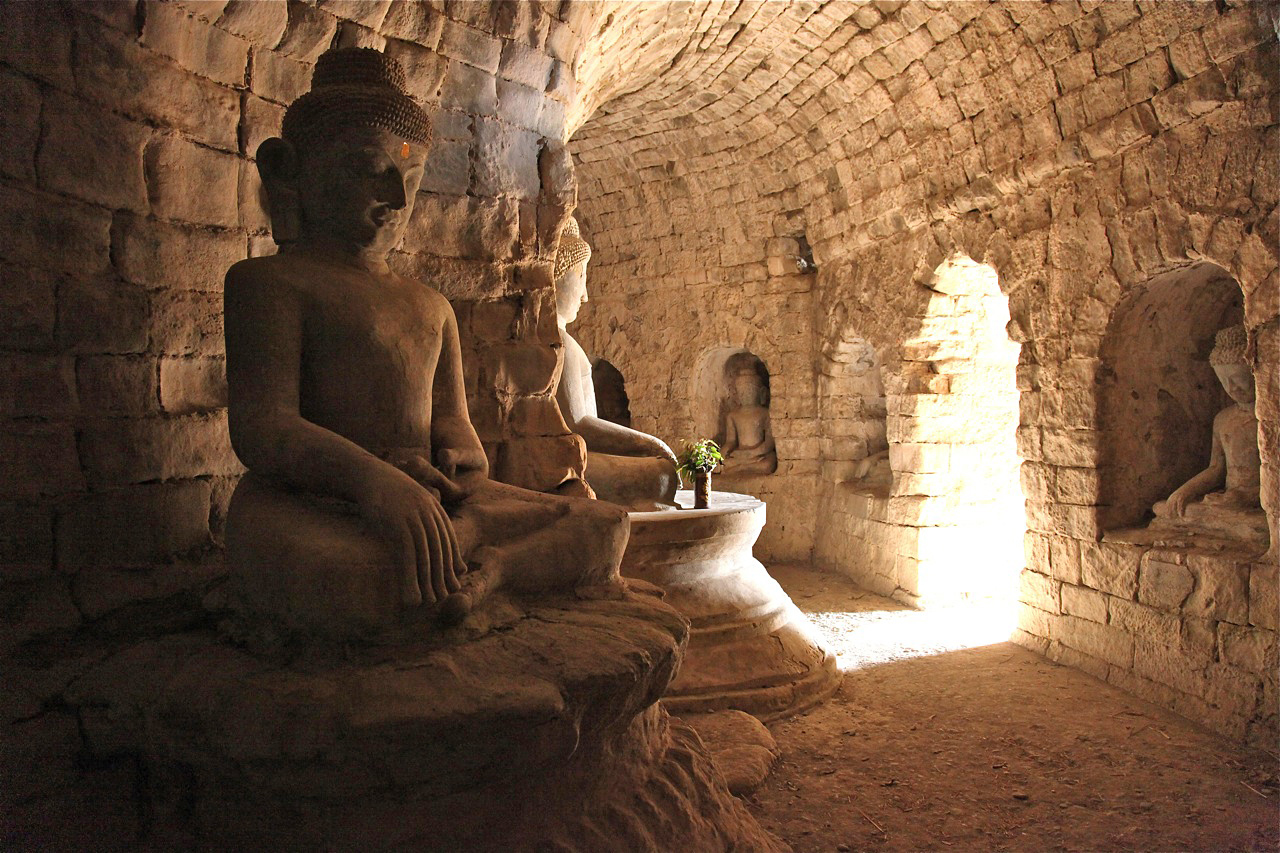
Posągi siedzącego Buddy w świątyni Lemyethna

Saw Mon został królem Arakanu, ale jednocześnie także wasalem Bengalu. Jego władztwo było nadal ograniczone do północnego Arakanu, podczas gdy Arakan południowy (Thandwè) pozostawał niepodległy. Król zdecydował się na przeniesienie stolicy z Launggyet. Miejsce nowej stolicy, choć niedalekie od Launggyet, miało o wiele lepsze położenie strategiczne i dowiodło w przyszłości, że jest znacznie trudniejsze do zdobycia przez wrogów. Saw Mon założył nową stolicę w Myauk U 16 listopada 1430 r. (niedziela, 1. dzień Przybywania Księżyca miesiąca Natdaw 792 ME) (albo 20 sierpnia 1430 r./niedziela, 1. dzień Przybywania Księżyca miesiąca Tawthalin 792)
Według kronik arakańskich, król został ostrzeżony przez dworskich astrologów, że umrze w ciągu roku od założenia nowej stolicy. Saw Mon miał odpowiedzieć, że woli raczej umrzeć by jego państwo zapewniało większe bezpieczeństwo przyszłym pokoleniom, niż żyć długo i pozostawić po sobie słabe królestwo. Gdy tylko budowa została ukończona w roku 1432/33 (794 ME), król szybko przeniósł się do nowej stolicy. W obrębie miasta, kilka mil na północ od królewskiego pałacu, znalazła się świątynia Lemyethna, którą wybudowano w klasycznym stylu królestwa Paganu.
Król umarł wkrótce po 9 maja 1433 r. (sobota, 6. dzień Ubywania Księżyca miesiąca Kason 795 ME). Jego miejsce na tronie zajął młodszy, przyrodni brat – Khayi.